# Bökingharde
Die Bökingharde (dän. Bøking Herred) war ein unterer Verwaltungsbezirk innerhalb der Ämter und Harden in Schleswig und gehörte zum Amt Tondern. 

## Geschichte
Der Ursprung der Harden liegt vermutlich schon in der Wikingerzeit. Erstmals erwähnt wird die Bökingharde im Waldemar-Erdbuch 1231. Damals bestand sie aus den nordfriesischen Geestdörfern Deezbüll, Risum und Lindholm und mehreren Kirchspielen in den Uthlanden, darunter die Inseln Galmsbüll, Dagebüll und Fahretoft. Der dänische König Erik Manved erzwang um 1300 den Bau eines Dammes von den Inseln zum Festland.
1344 wagten es die Bökingharder, sich den Steuerforderungen Waldemar Atterdags zu widersetzen. Bei einer Schlacht bei Langsumtoft (heute als Langstoft ein Stadtteil von Niebüll) wurden die Bökingharder jedoch vernichtend geschlagen und zu noch höheren Abgaben gezwungen. Sie mussten dem König auch 500 Reiter im Jahr für einen Feldzug stellen. 
Bei der großen Mandränke von 1362 verlor die Bökingharde drei Kirchen, darunter die Kirche von Langsumtoft. Galmsbüll, Fahretoft und Dagebüll wurden zu Halligen.
1426 nahmen Vertreter der Bökingharde an den Beratungen sowie Beschlussfassung der Siebenhardenbeliebung teil. Während jeweils Gebiete von Sylt und Föhr bei Frieden von Vordingborg 1435 an das Königreich Dänemark fiel, gehörte die Bökingharde weiterhin zum Herzogtum Schleswig. Dort blieb die Siebenhardenbeliebung bis 1572 in Geltung.

### Eindeichung der Dagebüller Bucht
1566 wurde die Eindeichung des Gotteskoogs, der zu einem Drittel der Bökingharde zugeordnet wurde, abgeschlossen. Dadurch wurde die See südlich des Kooges zu einer Bucht, begrenzt von der Horsbüllharde (heute "Wiedingharde"), Bökingharde und Nordergoesharde (im UZS von Nord nach Süd). In den folgenden mehr als 200 Jahren gab es fortwährend Versuche, die Dagebüller Bucht auf die eine oder andere Art einzudeichen und das Land nutzbar zu machen. Letztlich gelang dieses Unterfangen allerdings doch: Die heutige Gemeinden Galmsbüll und Dagebüll bestehen fast ausschließlich aus Kögen oder ehemaligen Inseln der Dagebüller Bucht.

#### Bottschlotter Werk
1566 plante Herzog Johann das sogenannte Bottschlotter Werk, einen Damm quer über die drei großen Halligen Fahretoft, Dagebüll und Galmsbüll und mehrere kleine, durch den sämtliche Wattströme auf einmal abgedämmt werden sollten. Die einheimische Bevölkerung wurde zu Arbeit und Lieferung des Materials zwangsverpflichtet. Immer wieder wurde die Arbeit durch Stürme behindert oder gar zunichtegemacht. Nach Johanns Tod führte sein Bruder Herzog Adolf das Werk mit Fachleuten aus den Niederlanden fort, gab aber schließlich 1585 auf, weil das Bottschlotter Tief sich als unbezwingbar und das Vorland als noch nicht „deichreif“ erwiesen hatte, was bedeutet, dass sich noch nicht genügend Landanwachs durch regelmäßige Überflutungen gebildet hatte.
Erst am 2. Juli 1633 gelang Claas Jannsen Rollwagen, dem Sohn des 1623 oder 1624 verstorbenen Deichgrafen Johann Clausen Rollwagen, dank der Unterstützung des Niederländer Ingenieurs Jan Adriaanszoon Leeghwater nach zehnjähriger Arbeit der Deichschluss am Bottschlotter Tief, der sogar der Burchardiflut vom 11./12. Oktober 1634 standhielt. Die im Bau befindliche Abdämmung des Kleiseetiefs machte die Flut jedoch zunichte. Bei der Flut starben in der Bökingharde 402 Menschen. Der Versuch, die gesamte Dagebüller Bucht durch einen einzigen Deich zu sichern, wurde danach aufgegeben.

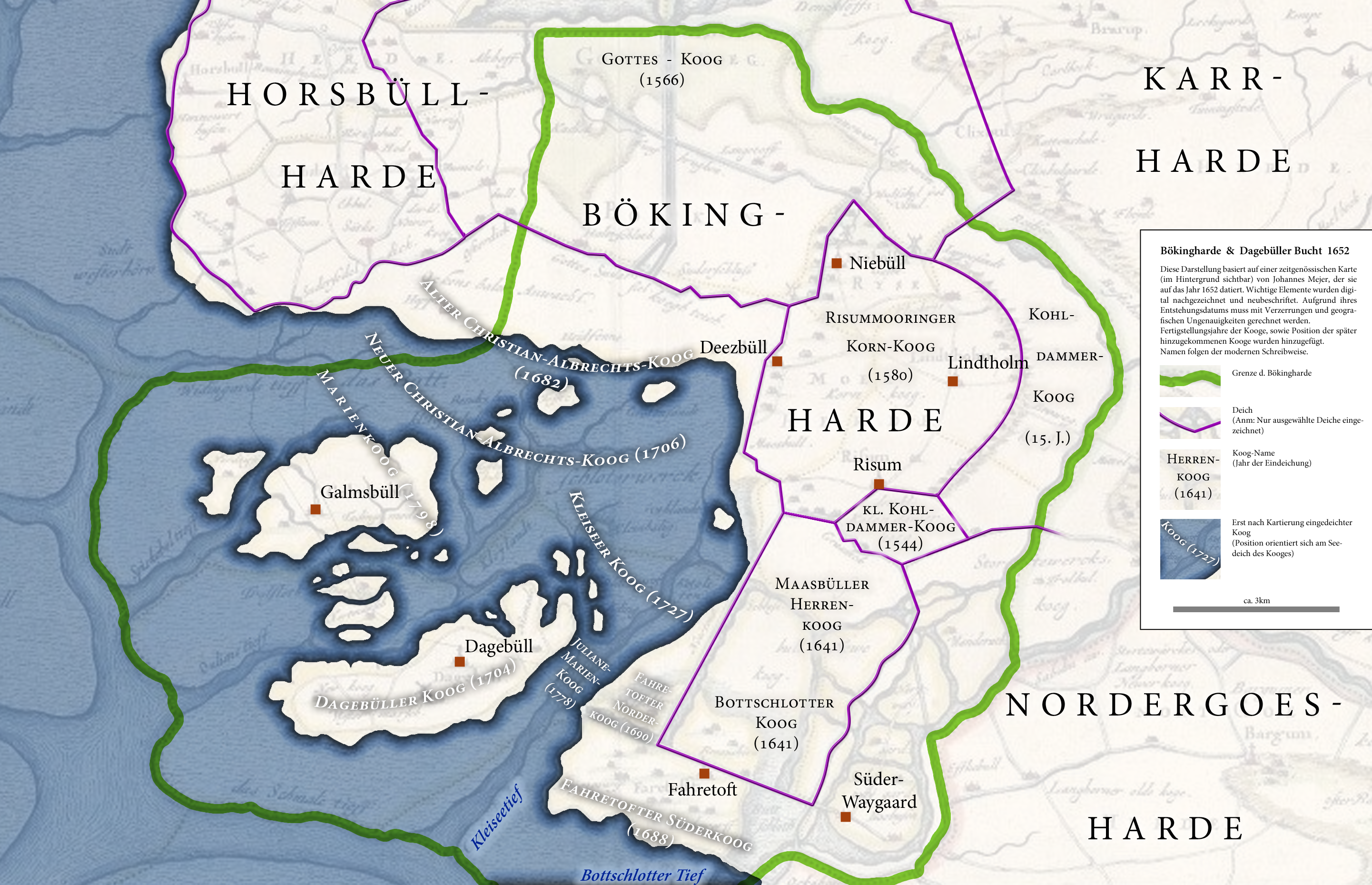
Übersicht über die Bökingharde mitsamt der Dagebüller Bucht im Jahr 1652

1641 gelang jedoch schließlich wenigstens die Eindeichung des sehr viel kleineren Bottschlotter Koogs. 1652 wurde der Blumenkoog gewonnen.

#### Ab 1700
Weil sich bei dem gescheiterten Bottschlotter Werk herausgestellt hatte, dass die Bevölkerung mit dem Deichbau und dessen Finanzierung überfordert war, vergaben die Herzöge in der Folgezeit mehrere Oktroy, um Anreize zu geben, das Risiko der Neugewinnung einzugehen: 1682 gelang die Eindeichung des Alten Christian-Albrechts-Koogs; 1704 wurde die Hallig Dagebüll samt dem Anwachs eingedeicht, ein Jahr später der Neue Christian-Alberts-Koog, die meisten dieser Deiche überstanden die Weihnachtsflut 1717. 1727 wurde der Kleiseerkoog eingedeicht. 1789 war dann mit der Eindeichung des Marienkoogs die Dagebüller Bucht zu gesichertem Land geworden.
Die Hallig Galmsbüll musste jedoch 1802 aufgegeben werden und ging in der Halligflut 1825 unter. Im 20. Jahrhundert vergrößerten noch der Galmsbüllkoog und der Osewoldter Koog die Siedlungsfläche der Bökingharde.

### Nach der Annexion durch Preußen
Mit der Annexion Schleswig-Holsteins durch Preußen wurde die Harde in eine Hardesvogtei umgewandelt und schließlich mit Bildung der Amtsbezirke 1889 ganz aufgelöst.
Von 1967 bis 2007 gab es das Amt Bökingharde, ein Amt im Kreis Nordfriesland, dessen Namensgeber die Harde war.